# Fobisk personlighetsstörning
Fobisk personlighetsstörning, förkortat AvPD, även ängslig eller undvikande personlighetsstörning, är en personlighetsstörning med ett varaktigt och genomgående mönster av särskilda sociala besvär. Fobisk personlighetsstörning bör inte förväxlas med social fobi, som delar en del symptom.

## Symptom
I ICD-10 beskrivs störningen som att personen måste uppfylla de generella symptomen för personlighetsstörningar. Personens symptom måste även vara såpass påtagliga att de skapar stora problem för individen i dess vardagsliv, och minst fyra av följande symptom behövs för att diagnosen ska kunna ställas:
1. Har mycket ofta känslor av spändhet och oro
2. Har dålig självkänsla, tror att andra är bättre än en själv, att ens personlighet är ointressant, samt en uppfattning om att man är värdelös i sociala sammanhang.
3. Tänker överdrivet mycket på om man mottagit kritik eller blivit avvisad
4. Undviker sociala situationer om personen inte är helt säker på att alla tycker om denne
5. Överdrivet känslomässigt behov av trygghet, vilket resulterar i att personen begränsar sitt liv
6. Undviker situationer som involverar stora mängder interpersonell kontakt, eftersom personen är rädd för kritik eller avvisning

## Behandling
Fobisk personlighetsstörning behandlas vanligtvis med samtalsterapi, och vid behov psykofarmaka om personen också lider av depression, ångest eller dylikt. Kognitiv beteendeterapi (KBT), psykodynamisk terapi och schematerapi har visat sig ha effekt i forskningen.